# Sandy Hook Bridge
 (octobre 2020).
Le Sandy Hook Bridge est un pont en treillis américain à la limite du comté de Washington et du comté de Loudoun, respectivement dans le Maryland au nord et la Virginie au sud. Ce pont routier permet le franchissement du Potomac et du Chesapeake and Ohio Canal par l'U.S. Route 340.